# راخانگه
راخانگه (به لهستانی:  Rachanie) یک روستا در لهستان است که در گمینا راخانگه واقع شده‌است. راخانگه ۹۹۰ نفر جمعیت دارد.